# 조현병의 병인
조현병의 원인은 조현병이라고 하는 정신 질환의 발달을 일으키는 요인이며 복잡하고 명확하게 이해되지 않고 있다. 도파민 가설 및 글루타민산 가설을 포함한 여러 가설이 변형된 뇌 기능과 조현병의 증상 및 발달 사이의 연관성을 설명하기 위해 제시되었다.

## 병태생리
조현병의 정확한 병태생리는 아직 잘 이해되지 않고 있다. 가장 일반적으로 지지되는 이론은 도파민 가설과 글루타민산 가설이다. 다른 이론으로는 특정 연합 신경 세포의 기능 장애, 면역계의 이상, 수초화의 이상, 산화 스트레스 등이 있다.

### 도파민 기능 장애
조현병의 도파민 가설의 첫 번째 공식화는 부검 연구에서 줄무늬체의 D2/D3 수용체 수가 증가하고 뇌척수액의 도파민 대사 산물 수치가 상승한 것을 발견하면서 시작되었다. 이후, 대부분의 항정신병제제는 D2 수용체에 대한 친화성을 갖는 것으로 밝혀졌다. 후기 연구에서는 줄무늬체 도파민 합성 및 양성 증상, 그리고 피질하 영역에서 도파민 전달 증가 및 피질 영역에서 전달 감소 사이의 연관성이 있다고 제안했다.
분자영상 연구의 메타분석에서는 도파민 기능의 시냅스 전 지표가 증가했지만, 도파민 운반체 또는 도파민 D2/D3 수용체의 가용성에는 차이가 없는 것으로 관찰되었다. 도파민 합성을 나타내는 L-도파를 사용한 연구와 암페타민 방출 도전을 사용한 연구 모두 조현병 환자와 대조군 간에 상당한 차이를 보였다. 이러한 발견은 각각 도파민 합성 증가 및 도파민 방출 증가로 해석되었다. 이러한 발견은 줄무늬체에 국한되었으며, 사용된 연구의 질에 의해 제한된다는 점에 주목되었다. D2/D3 수용체 결합에서 상당한 불일치가 관찰되었지만, 시상 가용성에서 작지만 유의하지 않은 감소가 발견되었다. 수용체 발현과 관련된 불일치 발견은 도파민 수용체 기능 장애를 배제하지 않는다는 점이 강조되었으며, 지역적 이질성 및 투약 상태와 같은 많은 요인이 다양한 발견으로 이어질 수 있다. 시냅스 전 도파민 기능의 발견과 결합했을 때, 대부분의 증거는 조현병에서 도파민의 조절 장애를 시사한다.
도파민 조절 장애가 조현병 증상에 어떻게 기여하는지는 아직 불분명하다. 일부 연구에서는 청각 시상피질 투사의 방해가 환각을 유발한다고 제안했으며, 피질줄무늬체 회로 및 보상 회로의 조절 장애가 이상 지각의 형태로 망상을 유발할 수 있다고 제안했다. 시상의 억제성 도파민 신호 감소는 감각 게이팅 감소 및 피질로 들어가는 흥분성 입력의 과도한 활동을 유발할 수 있다고 가설화되었다.
조현병의 망상과 도파민을 연결하는 한 가설은 전전두피질 뉴런에서 기대의 불안정한 표현이 불충분한 D1 및 NMDA 수용체 자극으로 인해 정신증 상태에서 발생한다고 제안한다. 이는 현저한 자극에 의한 기대 수정의 과활동과 결합될 때 부적절한 신념 형성을 유발하는 것으로 생각된다.

### 글루타민산 기능 장애
도파민 가설 외에도 신경 전달 물질 글루타민산과 조현병 병태생리에서 NMDA 수용체의 기능 감소에 대한 관심이 집중되었다. 이는 이전에 조현병 진단을 받은 사람의 사후 뇌에서 발견된 낮은 수준의 글루타민산 수용체와 펜시클리딘 및 케타민과 같은 글루타민산 차단 약물이 상태와 관련된 증상 및 인지 문제를 모방할 수 있다는 발견으로 인해 주로 제안되었다.
감소된 글루타민산 기능이 전두엽 및 해마체 기능이 필요한 테스트에서 낮은 성능과 관련이 있으며 글루타민산이 도파민 기능에 영향을 미칠 수 있다는 사실은 모두 조현병에 연루되어 있으며 조현병에서 글루타민산 경로의 중요한 중재(그리고 가능성 있는 원인적) 역할을 시사한다. 그러나 양성 증상은 글루타민산 약물에 반응하지 않는다.
조현병 환자의 사후 뇌에서도 여러 NMDA 수용체 서브유닛의 mRNA 및 단백질 발현 감소가 보고되었다. 특히 NR1 수용체 서브유닛의 mRNA 발현과 단백질 자체가 조현병 환자의 사후 연구에서 전전두피질에서 감소했다. 다른 서브유닛을 조사한 연구는 적었으며, 전전두 NRC2의 감소를 제외하고는 결과가 불분명했다.
위에 언급된 대규모 유전체 연관성 연구는 조현병에 대한 글루타민산 이상을 지지하며, GRIN2A, GRIA1, SRR, GRM3와 같은 글루타민산 신경 전달과 관련된 유전자에서 여러 돌연변이를 보고했다.

### 연합 신경 세포 기능 장애
또 다른 가설은 글루타민산 가설과 밀접한 관련이 있으며, 뇌의 억제성 GABA성 연합 신경 세포의 기능 장애를 포함한다. 이들은 국소적이며, 빠른 발사 파르발부민 양성 연합 신경 세포는 조현병 병태생리에 중요한 역할을 하는 것으로 제안되었다.
초기 연구에서는 대조군에 비해 조현병 환자의 사후 뇌에서 GAD67 mRNA 및 단백질 감소를 확인했다. 이러한 감소는 피질 연합 신경 세포의 일부에서만 발견되었다. 또한, GAD67 mRNA는 파르발부민을 발현하는 연합 신경 세포의 일부에서 완전히 검출되지 않았다. 파르발부민 단백질 및 mRNA 수준도 뇌의 여러 영역에서 더 낮게 발견되었다. 실제 파르발부민 연합 신경 세포 수는 이러한 연구에서 변하지 않은 것으로 밝혀졌지만, 해마체의 파르발부민 연합 신경 세포 감소를 보여주는 단일 연구는 예외였다. 마지막으로, 흥분성 시냅스 밀도는 조현병에서 파르발부민 연합 신경 세포에 선택적으로 낮으며, 파르발부민 및 GAD67의 활동 의존적 하향 조절을 예측한다. 종합적으로, 이는 파르발부민 연합 신경 세포가 질병에서 어떤 식으로든 특별히 영향을 받는다는 것을 시사한다.
몇몇 연구는 조현병 환자의 GABA 수준을 생체 내에서 평가하려고 시도했지만, 이러한 발견은 아직 결론에 도달하지 못했다.
다른 연구들은 DISC1 유전자의 기능 상실 전위 돌연변이가 조현병 발병의 주요 위험 요인임을 시사했다. DISC1 유전자는 신경 돌기 성장 및 피질 발달을 돕는 구조 단백질을 코딩하며, 신경 발달 경로의 여러 교차점에서 작동한다.
뇌전도 연구는 또한 조현병에서 연합 신경 세포 기능 장애를 간접적으로 지적했다(아래 참조). 이러한 연구들은 조현병에서 특히 감마 대역(30–80 Hz)에서 진동 활동의 이상을 지적했다. 감마 대역 활동은 온전하게 기능하는 파르발부민 양성 연합 신경 세포에서 시작되는 것으로 보인다. 사후 발견과 함께 이러한 뇌전도 이상은 조현병에서 기능 장애 파르발부민 연합 신경 세포의 역할을 시사한다.
2015년에 발표된 조현병에 대한 복사수 변이(copy-number variation, CNV, 유전적 결실 또는 중복 형태의 구조적 이상)에 대한 가장 큰 메타분석은 GABA성 신경 전달의 광범위한 연루에 대한 첫 번째 유전적 증거였다.

### 수초화 이상
이 이론은 구조 영상 연구에서 백질 영역이 회색질 영역과 마찬가지로 조현병 환자에서 체적 감소를 보인다는 사실에서 비롯되었다. 또한, 유전자 발현 연구는 사후 뇌에서 수초화 및 희소돌기아교세포 이상을 보여주었다. 더욱이, 여러 사후 연구에서 희소돌기아교세포 수가 감소한 것으로 나타났다.
수초화 이상은 희소돌기아교세포 전구 세포의 성숙 장애에서 기원할 수 있다고 제안되었으며, 이는 조현병 뇌에서 온전한 것으로 밝혀졌다.

### 면역계 이상
염증과 면역계 이상은 조현병 발달의 핵심 메커니즘으로 여겨진다. 많은 원인과 결과가 스트레스와 관련이 있는 염증에 연루되었다. 증거는 초기 스트레스가 면역계 기능의 변화를 통해 조현병 발달에 기여할 수 있다고 제안한다. 예를 들어, 어린 시절의 부정적인 경험 (ACEs)은 독성 스트레스를 유발할 수 있다. ACEs 및 트라우마는 면역 반응 조절을 방해하고 신경계 전체에 지속적인 염증 조절 장애를 유발할 수 있다. 만성 트라우마는 만성 면역계 활성화를 촉진할 수 있다. 지속적인 전신 염증은 말초 조직 손상 및 이후 혈뇌 장벽 파괴로 이어질 수 있다. 이 경우 미세아교세포가 활성화되어 신경 염증을 유발할 수 있다. 염증은 조현병에서 산화 스트레스를 유발할 수 있으며, 이는 뇌세포에 해로운 영향을 미친다.
면역 가설은 조현병 환자의 혈액에서 높은 수준의 면역 표지자가 발견됨으로써 지지된다. 높은 수준의 면역 표지자는 더 심각한 정신증 증상과 관련이 있었다. 또한, 유전체 연관성 연구의 메타분석에서는 조현병과 유의하게 관련된 136개의 단일염기 다형성 중 129개가 유전체의 주조직 적합성 복합체 영역에 위치해 있다는 것을 발견했다.
사후 조현병 뇌에서 신경 염증 표지자를 조사한 체계적 검토는 일부 연구에서 다양한 표지자 변화를 보였지만, 다른 연구에서는 차이를 찾지 못하는 등 상당한 변동성을 보였다.

### 산화 스트레스
또 다른 지지를 얻은 이론은 질병에서 산화 스트레스가 큰 역할을 한다는 것이다. 초기 발달에서의 산화환원 조절 장애는 질병에서 손상된 것으로 나타난 다양한 세포 유형의 발달에 잠재적으로 영향을 미칠 수 있다.
산화 스트레스는 조현병에 대한 유전 연구에서도 나타났다.
산화 스트레스는 뇌의 수초화 세포 유형인 희소돌기아교세포의 성숙에 영향을 미치는 것으로 나타났으며, 이는 뇌에서 발견된 백질 이상을 잠재적으로 설명할 수 있다(아래 참조).
또한, 산화 스트레스는 조현병에서 조절 장애가 있는 것으로 밝혀진 GABA성 연합 신경 세포의 발달에도 영향을 미칠 수 있다(위 참조).
조현병 환자의 다양한 조직에서 산화 스트레스 및 산화 DNA 손상이 증가한다는 증거는 Markkanen 등이 검토했다. 산화 DNA 손상 증가의 존재는 부분적으로 이러한 손상의 불충분한 수복 때문일 수 있다. 여러 연구에서 유전자 다형성과 조현병 발달을 연결했다. 특히 염기 절제 수선 단백질 XRCC1이 연루되었다.

### 신경 병리학
뇌 조직의 사후 검사에서 가장 일관된 발견은 신경 퇴행성 병변이나 아교세포증의 부재이다. 내후각피질, 해마체 및 피질하 백질에서 비정상적인 뉴런 조직 및 방향(이형성)이 관찰되었지만, 결과가 완전히 일관적이지는 않다. 보다 일관된 세포 건축학적 발견은 해마체의 푸르킨예 세포 및 피라미드 세포 용적 감소이다. 이는 해마체의 시냅스 전 말단 감소 및 전전두피질의 수상돌기 가시 감소 관찰과 일치한다. 전전두피질의 감소 및 줄무늬체의 가시 밀도 증가는 항정신병 약물 사용과 무관한 것으로 보인다.

### 위장관 기능 장애
일부 사람들에게서 조현병 발달이 위장관 기능 장애(예: 글루텐 민감증 또는 장내미생물군 이상)와 관련이 있다는 가설이 제시되었다. 조현병 환자 중 일부는 복강병 환자에서 발견되는 것과는 다른 글루텐에 대한 면역 반응을 보이며, 항글리아딘 IgG 또는 항글리아딘 IgA 항체와 같은 특정 글루텐 민감성 혈청 생체 지표의 수준이 상승한다.
장내미생물군과 TRS 발달 사이에 연관성이 있다. TRS에 대해 제시된 가장 흔한 원인은 약물 효과를 담당하는 유전자의 돌연변이이다. 여기에는 뇌 표적에 대한 약물의 생물학적 가용능을 조절하는 간 효소 유전자, 그리고 이러한 표적의 구조와 기능을 담당하는 유전자가 포함된다. 큰창자에 있는 박테리아는 인간 유전체에 존재하는 것보다 100배 더 많은 유전자를 코딩한다. 섭취된 약물의 일부만이 작은 창자 박테리아에 노출되고 문맥 순환에 흡수된 후 큰창자에 도달한다. 이 작은 부분은 많은 박테리아 군집의 약물 대사 작용에 노출된다. 약물의 활성화는 박테리아의 구성 및 효소와 약물의 특성에 따라 달라지므로 많은 개인적인 차이가 약물의 유용성과 내성에 영향을 미칠 수 있다. 비경구 투여 항정신병 약물은 위장을 우회하고 TRS를 극복하는 데 더 성공적일 수 있다고 제안된다. 장내미생물군 구성은 개인마다 다르지만 안정적으로 유지되는 것으로 보인다. 그러나 세균군은 노화, 식단, 물질 사용 및 약물, 특히 항생제, 완하제, 항정신병 약물과 같은 여러 요인에 반응하여 변화할 수 있다. FEP에서 조현병은 치료 반응을 예측할 수 있는 장내미생물군의 상당한 변화와 관련이 있다.

### 수면 장애
수면 장애가 조현병 병태생리의 핵심 구성 요소일 수 있다고 제안되었다.

## 구조적 이상
질병의 근본적인 기능적 메커니즘에 대한 이론 외에도 다양한 영상 기법을 사용하여 구조적 발견도 확인되었다. 연구는 조현병 진단을 받은 사람과 그렇지 않은 사람 간의 특정 뇌 구조 영역의 부피에서 미묘하지만 평균적인 차이를 보이는 경향이 있지만, 단일 병리학적 신경심리학적 또는 구조적 신경해부학적 프로필이 존재하지 않는다는 것이 점점 더 명확해지고 있다.

### 형태학적 측정
구조 영상 연구는 조현병에서 특정 뇌 영역의 크기와 구조에서 일관되게 차이를 보고했다.
2000명 이상의 피험자와 2500명의 대조군을 대상으로 한 가장 큰 통합 신경 영상 연구는 피질하 변화에 초점을 맞췄다. 측뇌실 (+18%), 꼬리핵 및 담창구에서 체적 증가가 발견되었고, 해마체 (-4%), 시상, 편도체 및 측좌핵에서 광범위한 감소가 발견되었다. 종합적으로, 이는 조현병 환자의 뇌에서 광범위한 변화가 발생한다는 것을 나타낸다.
자기공명영상 연구에 대한 2006년 메타분석에서는 첫 번째 정신병 에피소드를 겪은 환자에서 건강한 대조군에 비해 전체 뇌 및 해마체 부피가 감소하고 뇌실계 부피가 증가함을 발견했다. 그러나 이러한 연구에서 평균 체적 변화는 MRI 방법으로 탐지할 수 있는 한계에 가깝기 때문에 조현병이 증상 발병 시점부터 시작되는 신경 퇴행 과정인지, 아니면 조기에 비정상적인 뇌 부피를 생성하는 신경 발달 과정으로 더 잘 특징 지어지는지는 아직 확정되지 않았다. 첫 번째 에피소드 정신병에서 할로페리돌과 같은 전형적인 항정신병 약물은 회색질 부피의 상당한 감소와 관련이 있었지만, 올란자핀과 같은 비정형 항정신병 약물은 그렇지 않았다. 비인간 영장류 연구에서는 전형적인 항정신병 약물과 비정형 항정신병 약물 모두에서 회색질 및 백질 감소를 발견했다.
전전두피질, 측두엽 및 앞띠겉질의 이상은 조현병 증상이 처음 나타나기 전에 발견된다. 이 영역들은 조현병 및 첫 번째 에피소드 환자에서 발견되는 구조적 결함 영역이다. 박해 망상과 같은 양성 증상은 내측 전전두피질, 편도체 및 해마체 영역과 관련이 있는 것으로 밝혀졌다. 음성 증상은 배측 전전두피질 및 복측 줄무늬체와 관련이 있는 것으로 밝혀졌다.
뇌실 및 제3뇌실 비대, 편도체, 해마체, 해마 이랑, 신피질 측두엽 영역, 전두엽, 전전두피질 회색질, 안와 전두 영역, 두정엽 이상, 그리고 투명 중격 강, 기저핵, 뇌량, 시상 및 소뇌 이상을 포함한 피질하 이상. 이러한 이상은 일반적으로 부피 손실 형태로 나타난다.
대부분의 조현병 연구는 왼쪽 내측 측두엽 및 왼쪽 위측두이랑의 평균 부피 감소를 발견했으며, 연구의 절반은 전두이랑, 해마 이랑 및 측두이랑의 특정 영역에서 결함을 나타냈다. 그러나 만성 조현병 환자의 일부 발견과 달리 첫 번째 에피소드 환자에서는 평균적으로 측두엽 및 편도체 부피의 유의미한 그룹 차이가 나타나지 않는다.
마지막으로, 현대 자기공명영상 피질 표면 재구성 기술을 활용한 MRI 연구는 조현병 환자의 전두엽 및 측두엽 영역에서 광범위한 뇌 피질 두께 감소(즉, "피질 얇아짐") 및 후두 및 두정 영역에서 약간 덜 광범위한 피질 얇아짐을 건강한 대조군에 비해 보여주었다. 또한, 한 연구는 피질 부피를 구성 요소, 즉 피질 표면적 및 피질 두께로 분해했으며, 조현병에서 광범위한 피질 부피 감소가 주로 피질 얇아짐에 의해 유발되지만, 더 작은 전두, 측두, 두정 및 후두 피질 영역에서는 피질 표면적도 감소함을 보고했다.
조현병 환자의 뇌 컴퓨터단층촬영은 여러 병리를 보여준다. 뇌실계는 정상 뇌에 비해 확대되었다. 뇌실은 뇌척수액 (CSF)을 보유하며, 확대된 뇌실은 뇌 부피 손실을 나타낸다. 또한 뇌는 정상 뇌에 비해 넓어진 뇌고랑을 가지며, CSF 부피 증가 및 뇌 부피 감소도 나타낸다.
기계 학습을 사용하여 두 가지 신경 해부학적 조현병 아형이 설명되었다.
1번 아형은 시상, 측좌핵, 내측 측두, 내측 전전두피질, 전전두피질, 뇌섬엽 피질에서 특히 광범위하게 낮은 회색질 부피를 보인다. 2번 아형은 기저핵 및 속섬유막에서 부피 증가를 보이며, 다른 뇌 부피는 정상이다.

### 백질
확산 텐서 영상 (DTI)은 기존 MRI보다 백질을 더 면밀하게 조사할 수 있다. 조현병의 백질 이상을 조사한 300개 이상의 DTI 영상 연구가 발표되었다. 영향을 받는 특정 영역에 대해 상당한 변동성이 발견되었지만, 일반적인 합의는 조현병 환자의 뇌에서 대조군에 비해 부분 비등방성이 감소한다는 것이다. 중요한 것은 이러한 대상과 대조군 간의 차이가 잠재적으로 생활 방식 효과, 약물 효과 등에 기인할 수 있다는 것이다. 다른 연구들은 이른바 약물 미치료 대상이라고 하는 약물을 전혀 받은 적이 없는 첫 번째 에피소드 조현병 환자를 대상으로 했다. 이러한 연구들은 수가 적지만 대상 뇌에서 대조 뇌에 비해 부분 비등방성 감소를 발견했다. 이전 발견과 마찬가지로 뇌 전체에서 이상이 발견될 수 있지만, 뇌량이 가장 일반적으로 영향을 받는 것으로 보였다.

## 기능적 이상
조현병 환자의 실행 기능 작업 중 기능자기공명영상법 (fMRI)을 사용한 연구는 양측성 배외측 전전두피질 (dlPFC), 우측 앞띠겉질 (ACC) 및 좌측 시상의 내측 배핵에서 대조군에 비해 활동 감소를 보였다. 좌측 ACC 및 좌측 하두정엽에서는 활성화 증가가 관찰되었다. 감정 처리 작업 중에는 내측 전전두피질, ACC, dlPFC 및 편도체에서 활성화 감소가 관찰되었다. 얼굴 감정 처리에 대한 메타분석에서는 편도체, 해마 이랑, 렌즈핵, 방추 이랑 및 우측 위전두이랑에서 활성화 감소가 관찰되었으며, 좌측 뇌섬엽에서는 활성화 증가가 관찰되었다.
급성 청각 언어 환각 중 fMRI에 대한 한 메타분석은 언어에 연루된 영역, 즉 양측성 아래이마이랑 및 후중앙이랑, 그리고 좌측 두정 뇌엽 덮개에서 활성화 증가를 보고했다. 시각 및 청각 언어 환각 중 다른 메타분석은 청각 언어 환각 중 아래이마이랑 및 후중앙이랑에서 발견된 결과를 재현했으며, 해마체, 위측두이랑, 뇌섬엽 및 내측 전전두피질 활성화도 관찰했다. 시각 환각은 보조 및 연관 시각 피질에서 활성화 증가와 관련이 있는 것으로 보고되었다.

### PET

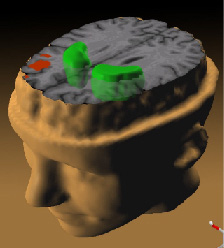
양전자 방출 단층촬영 (PET) 연구 데이터는 작업 기억 작업 중에 전두엽이 덜 활성화될수록 (빨간색) 줄무늬체의 비정상적인 도파민 활동 증가가 더 크다는 것을 시사한다 (초록색). 이는 조현병의 신경 인지 결손과 관련이 있다고 생각된다.

조현병 환자의 양전자 방출 단층촬영 (PET) 스캔 결과는 좌측 해마 이랑 영역에서 뇌 혈류 감소를 나타낸다. 또한 시상 및 전두엽에서 탄수화물 대사 능력이 감소한 것으로 나타났다. PET 스캔은 좌측 측두엽의 내측 부분, 변연계, 전두엽 시스템에서 발달 이상을 보여준다. PET 스캔은 사고 장애가 전두엽 및 측두엽 영역의 혈류 증가로 인해 발생하는 반면, 망상 및 환각은 띠 이랑, 좌측 전두엽 및 측두엽 영역의 혈류 감소와 관련이 있음을 보여준다. 활성 청각 환각 중에 수행된 PET 스캔은 시상, 좌측 해마체, 우측 줄무늬체, 해마 이랑, 안와 전두엽 및 띠 이랑 영역에서 혈류 증가를 나타냈다.
또한, NAA 흡수 감소가 해마체와 전전두피질의 회색질 및 백질 모두에서 보고되었다. NAA는 신경 활동 또는 생존 가능한 뉴런 수의 지표일 수 있다. 그러나 방법론적 한계와 변동성으로 인해 이를 진단 방법으로 사용할 수는 없다. 전전두피질 연결성 감소도 관찰되었다. DOPA PET 연구는 흑질선조체 경로에서 도파민 합성 능력 변화를 확인하여 도파민 조절 장애를 입증했다.